# Список послов Великобритании во Франции
- 1714—1720 Далримпл, Джон, 2-й граф Стэр

- 1765—1766 Леннокс, Чарлз

- 1801—1802 Корнуоллис, Чарльз
- 1802—1803 Уитворт, Чарльз (граф)

- 1815—1824, 1828—1830 Чарльз Стюарт, 1-й барон де Ротсей
- 1824—1828, 1830—1835, 1835—1841 Левесон-Гоуэр, Гренвиль, 1-й граф Гренвиль

- 1928—1934 Тиррелл, Уильям
- 1934—1937 Клерк, Джордж
- 1937—1939 Фиппс, Эрик
- 1939—1940 Рональд Кэмпбелл
- Франция во Второй мировой войне
- 1944—1948 Купер, Дафф

- 1954—1960 Глэдвин Джебб
- 1960 Frederic Salusbury
- 1960—1964: Пирсон Диксон
- 1965—1968: Патрик Рейли
- 1968—1972: Кристофер Соумс

- 1975—1979: Николас Хендерсон

- 1987—1992: Юэн Фергюссон
- 1993—1996: Кристофер Маллаби
- 1996—2001: Майкл Джей
- 2001—2006: Джон Холмс
- 2007—2012: Петер Уэстмакотт
- 2012—2015: Петер Рикеттс[1]
- 2016 — Джулиан Кинг
- c 2016 — Эдвард Ллевеллин[англ.].